# Ernst-Jandl-Park

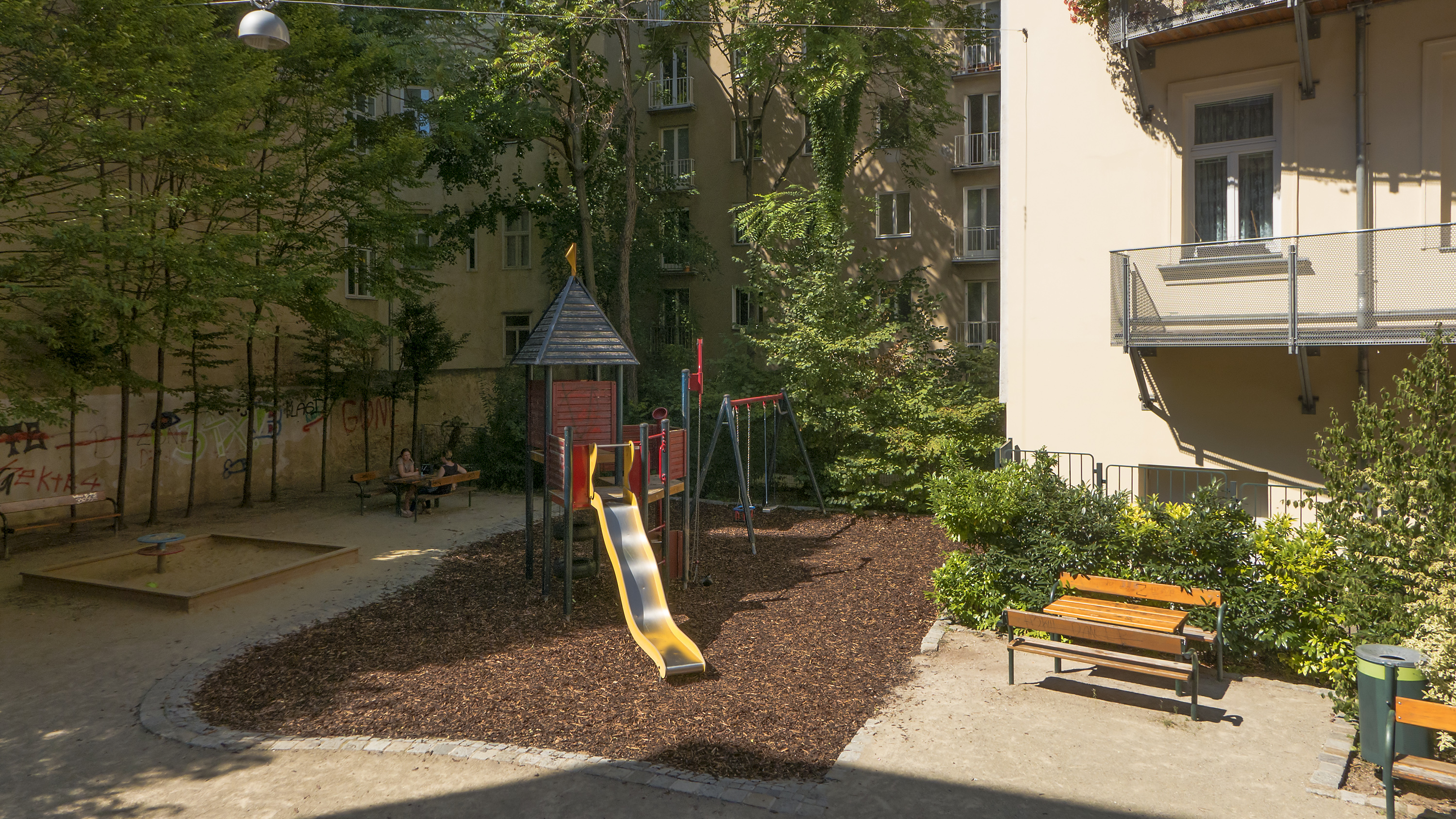
Ernst-Jandl-Park

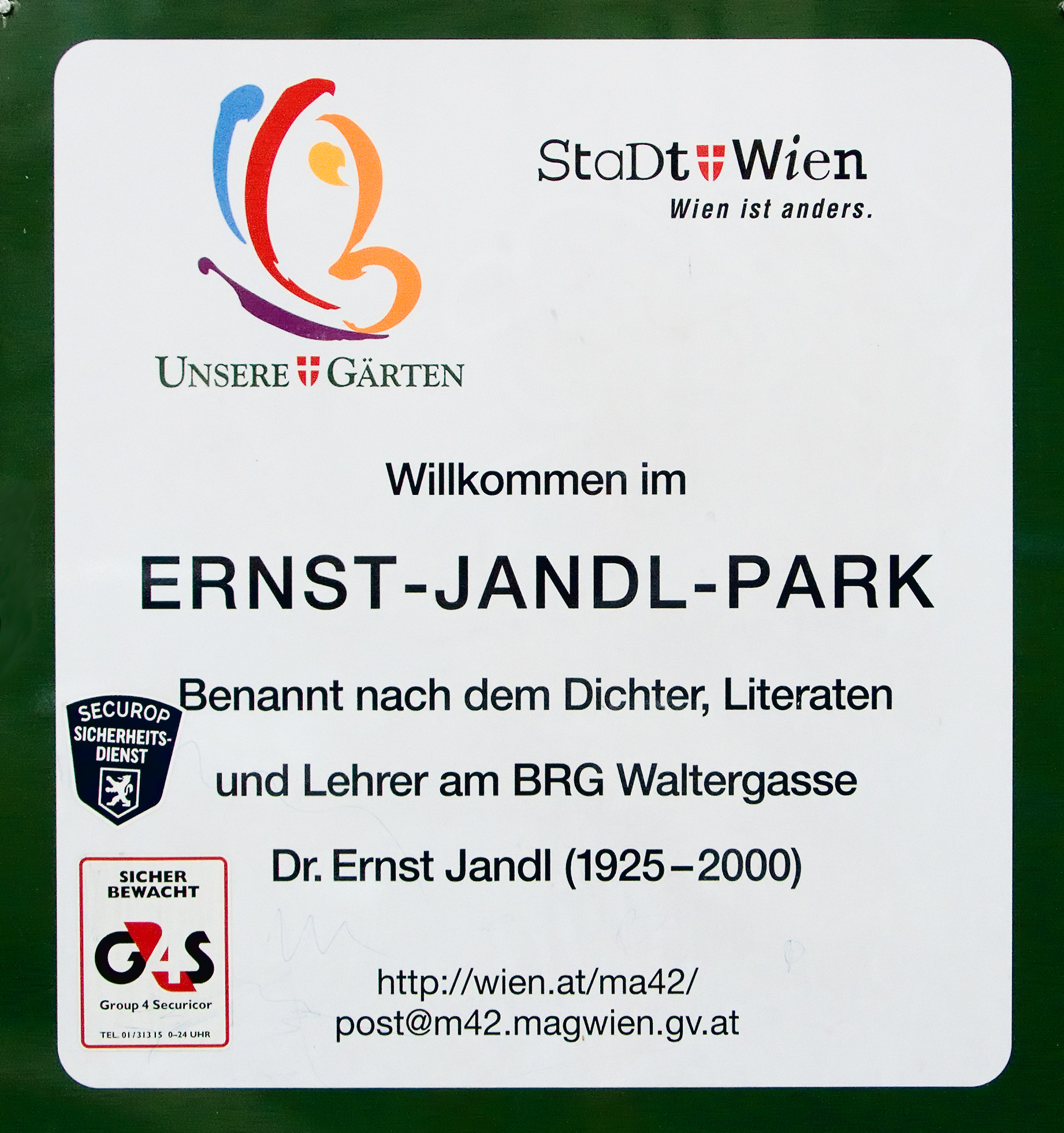
Schild zum Ernst-Jandl-Park

Der Ernst-Jandl-Park ist ein Beserlpark auf der Wieden in Wien, Schlüsselgasse 4.
Der nur 300 m² kleine Park in der Schlüsselgasse 4 hieß bis 4. Oktober 2005 Schlüsselpark und wurde zu Ehren Ernst Jandls umbenannt. Jandl hatte in der Nähe, in der Waltergasse, als Gymnasiallehrer gearbeitet. Im Park finden sich eine Rutsche, mehrere Bänke sowie ein Sandkasten. Bei Einbruch der Dunkelheit werden die Tore des Areals geschlossen.